# Moffat House Hotel

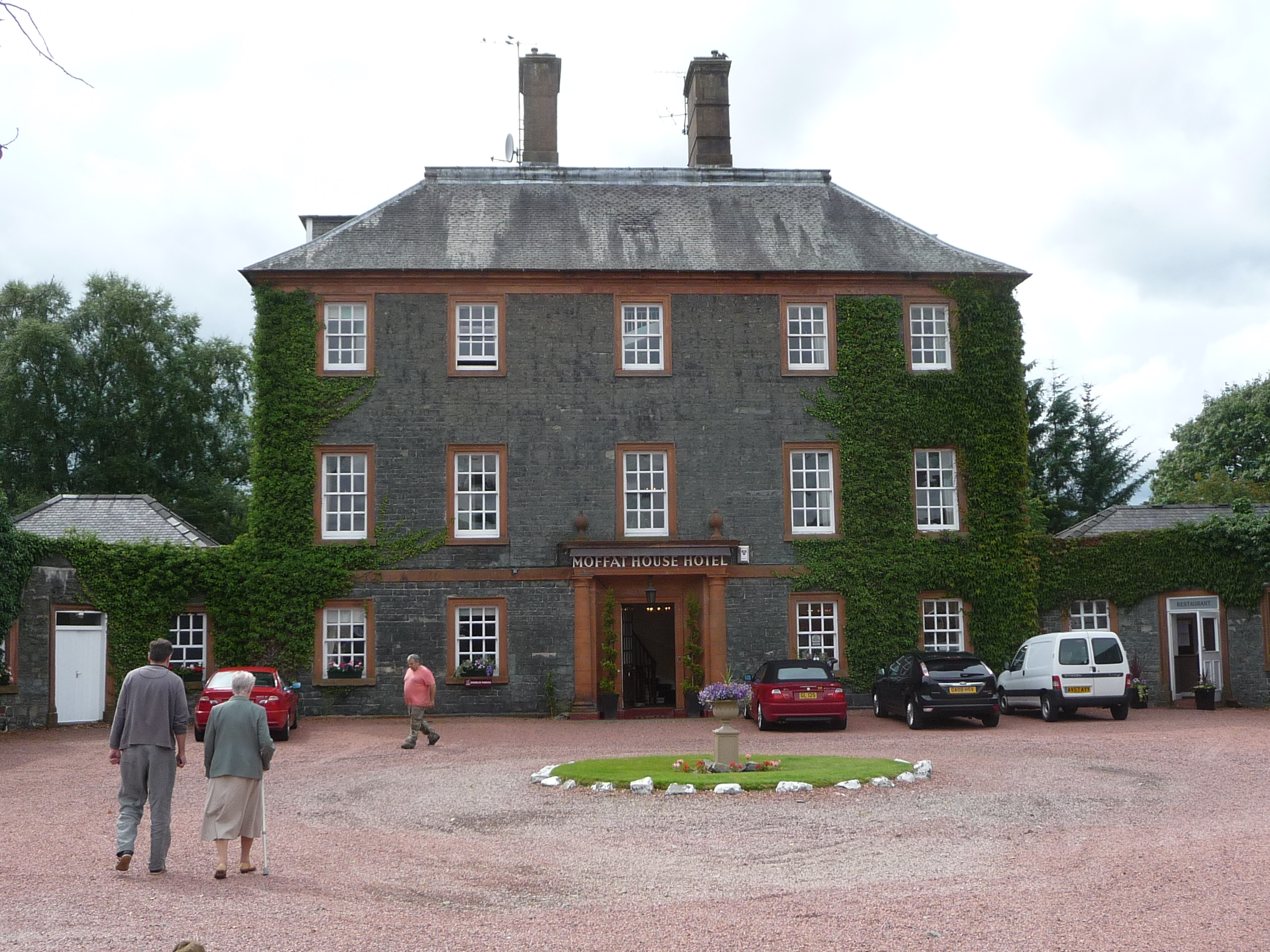
Moffat House Hotel

Das Moffat House Hotel ist ein Hotel in der schottischen Ortschaft Moffat in der Council Area Dumfries and Galloway. 1971 wurde das Bauwerk in die schottischen Denkmallisten in der höchsten Denkmalkategorie A aufgenommen.

## Beschreibung
Das Gebäude wurde 1762 nach einjähriger Bauzeit fertiggestellt. Bauherr war John Hope, 2. Earl of Hopetoun, welcher den bedeutenden schottischen Architekten John Adam mit der Planung betraute.
Das Hotel liegt zurückversetzt von der High Street (A701) am Westrand von Moffat. Die ostexponierte Frontseite des dreistöckigen Gebäudes ist fünf Achsen weit. Das Mauerwerk besteht aus kleinteiligen Steinquadern, die zu einem Schichtenmauerwerk verbaut wurden. Farblich abgesetzt sind die roten Natursteineinfassungen. Das zentrale Hauptportal flankieren dorische Säulen. Entlang der Fassaden sind zwölfteilige Sprossenfenster verbaut. Gurtgesimse gliedern die Fassaden horizontal. An der Rückseite treten zwei Ausluchten rund heraus. Das Gebäude schließt mit einem schiefergedeckten Plattformdach mit Gauben an den Seiten.
Zweistöckige Pavillons flankieren das Hauptgebäude. Sie verfügen über segmentbögige Tore und schließen mit schiefergedeckten Walmdächern.